# 3829 Gunma
A 3829 Gunma (ideiglenes jelöléssel 1988 EM) a Naprendszer kisbolygóövében található aszteroida. Takuo Kojima fedezte fel 1988. március 10-én.